# Lubomski w Trójce
Lubomski w Trójce − album koncertowy nagrany przez Mariusza Lubomskiego dla Programu III Polskiego Radia w dniu 7 listopada 1998 w Muzycznym Studio Polskiego Radia im. Agnieszki Osieckiej w Warszawie.
Koncert prowadził Janusz Deblessem.

## Lista utworów
| 1.  | „Underground” (muz. i sł. Tom Waits, tłumacz. Sławek Wolski)                                         | 5:24    |
|     | |         |
| 2.  | „Psychobójca” (muz. i sł. David Byrne, Martina Weymouth, Christopher Frantz, tłumacz. Sławek Wolski) | 3:39    |
|     | |         |
| 3.  | „Zielono mi” (muz. Jan Ptaszyn Wróblewski, sł. Agnieszka Osiecka)                                    | 4:11    |
|     | |         |
| 4.  | „Śpiewomalowanie” (muz. Mariusz Lubomski, sł. Sławek Wolski)                                         | 4:37    |
|     | |         |
| 5.  | „Przepuściłem majątek” (muz. Mariusz Lubomski, sł. Rafał Bryndal)                                    | 5:15    |
|     | |         |
| 6.  | „Staje na głowie” (muz. Mariusz Lubomski, sł. Sławek Wolski)                                         | 4:10    |
|     | |         |
| 7.  | „A mój pies jest inny” (muz. Mariusz Lubomski, sł. Rafał Bryndal)                                    | 3:08    |
|     | |         |
| 8.  | „Na plaży dla niechcianych dziewcząt” (muz. Mariusz Lubomski, sł. Jan Wołek)                         | 3:36    |
|     | |         |
| 9.  | „Wybacz mi” (muz. Mariusz Lubomski, sł. Sławek Wolski)                                               | 4:28    |
|     | |         |
| 10. | „Ostatnia orkiestra” (muz. i sł. Sławek Wolski)                                                      | 3:53    |
|     | |         |
| 11. | „Wolny jak cygan” (muz. Maciej Barabasz, sł. Sławek Wolski)                                          | 4:10    |
|     | |         |
| 12. | „Nie będzie mnie” (muz. Tom Waits, sł. Tom Waits, Kathleen Brennan, tłumacz. Sławek Wolski)          | 1:59    |
|     | |         |
| 13. | „Anastazja” (muz. Jerzy Andrzej Marek, sł. Janusz Kofta)                                             | 6:25    |
|     | |         |
| 14. | „Pociąg” (muz. i sł. Paolo Conte, tłumacz. Jerzy Menel)                                              | 4:33    |
|     | |         |
| 15. | „Pożyczona twarz” (muz. i sł. Paolo Conte, tłumacz. Jerzy Menel)                                     | 4:42    |
|     | |         |
| 16. | „Spacerologia” (muz. Mariusz Lubomski, sł. Sławek Wolski)                                            | 6:27    |
|     | |         |
|     | | 1:10:37 |
|     | |         |

## Twórcy
- Mariusz Lubomski − śpiew
- Piotr Olszewski − gitara
- Jerzy Skalski − trąbka, akordeon
- Adam Niedzielin − fortepian
- Romuald Twarożek − kontrabas
- Maciej Wróblewski − perkusja